# Csontliszt

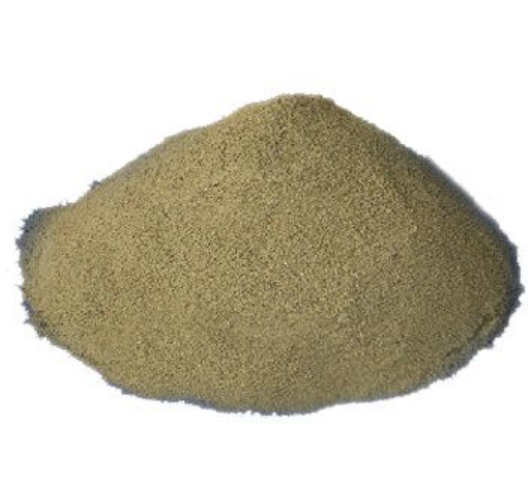
Csontliszt

A csontliszt egy vegyipari termék melyet csontból állítanak elő.

## Jellemzői
Valamennyi foszfortrágyaféle között ez számít a legrégibb típusnak. Legkorábban Angliában használták. A csontok természetes állapotukban trágyázásra alkalmatlanok, mert a bennük levő zsír elkorhadásukat gátolja, ezért a csontokat zsírtalanítani kell, amit a 19. századtól gyárakban gőz segítségével végeznek. Kis mennyiségben a zsírtalanítás soha sem tökéletes és ezért nem célszerű a gazdaságban összegyülemlő csontokból csontlisztet készíteni. Az ilyen csontliszt hatása csekély. A csontliszt gyári készítésénél a zsírtalanított csontlisztet enyvtelenítik, mert enélkül nem lehet megőrölni. Ez okvetlenül szükséges, mert minél finomabb a csontliszt, annál gyorsabb a hatása – ezért a csontliszt értékét finomsága határozza meg. A csontliszt legbiztosabban hat a könnyebb talajokon, így a homokon és a homokos vályogon. Itt többet ér a szuperfoszfátnál, amelynek vízben könnyen oldódó foszforsava az altalajba mosódik, minthogy a laza talajok abszorbeáló képessége csekély. Közép kötött és kötött talajokra már a 19. század végén sem használtak csontlisztet, hanem inkább szuperfoszfátot vagy Thomas-salakot. A csontlisztet különben nagy mennyiségben dolgozzák fel csontliszt-szuperfoszfáttá ugyanebben az időben. A csontlisztből egy katasztrális holdra 100–200 kg volt szükséges. Egyenletesen kellett elszórni és azután alászántani vagy boronálni.
A csontliszt takarmányként is használták. Oly mészszegény (többnyire nedves, lápos, tőzeges) vidékeken volt jellemző ez, ahol a szarvasmarha csontporhanyóságban szenvedett. Később inkább precipitált foszforsavas meszet adtak az állatnak. Ez a mész enyvgyárakban készült, a csontok ásványi alkatrészeit sósavban feloldották, azután mésztejet adtak a sósavhoz, amely a csontalkatrészeket poralakban kiválasztotta. Egy nagy marhára egy evőkanálnyi (30-50 gramm) csontlisztet számította, és azt a kissé megnedvesített takarmányra hintették.
Magyarországon az Első Pesti Spódium- és Enyvgyár Rt. (alapítva: 1868) foglalkozott csontliszt előállításával.